# Gummit

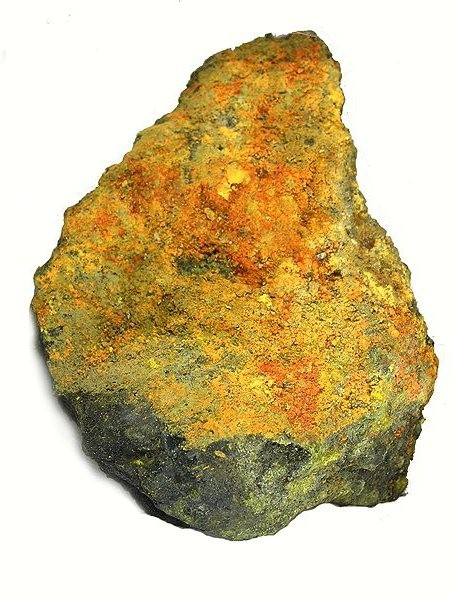
Gelber und oranger Gummit auf einer Matrix aus Uraninit, Delta Mine, San Rafael District, Utah, USA

Als Gummit bezeichnet man eine meist gelbe, auch grünliche oder orange, gummiartige Mischung verschiedener amorpher Uranverbindungen die durch Alteration von uranhaltigen Mineralen wie z. B. Boltwoodit, Clarkeit, Curit, Kasolit, Soddyit und Uranophan entstehen. Der Name leitet sich aus der gummiartigen Konsistenz ab. Gummit hat eine Dichte von ca. 3,9–6,4 g/cm3 und seine Mohshärte liegt im Bereich von 2,5 bis 5.
Ältere Bezeichnungen des Materials sind Eliasit von Elias – der Name der Uranmine bei Jáchymov, Coracit – eine Varietät vom Lake Superior, Pittinit, Pechuran, Urangummit oder auch Uranogummit.
Zu den bekanntesten Fundorten gehören die Ruggles Mine nahe Grafton, USA, die Shinkolobwe Mine, Luiswishi Mine, Musonoi Mine (Provinz Katanga), Kamoto, Swambo Hill und Kasompi in der Demokratischen Republik Kongo.

## Vorsichtsmaßnahmen
Aufgrund der Toxizität und der starken Radioaktivität des Minerals sollten Mineralproben vom Gummit nur in staub- und strahlungsdichten Behältern, vor allem aber niemals in Wohn-, Schlaf- und Arbeitsräumen aufbewahrt werden. Ebenso sollte eine Aufnahme in den Körper (Inkorporation, Ingestion) auf jeden Fall verhindert und zur Sicherheit direkter Körperkontakt vermieden sowie beim Umgang mit dem Mineral Mundschutz und Handschuhe getragen werden.